# Oberfell
Oberfell település Németországban, Rajna-vidék-Pfalz tartományban. Lakosainak száma 1168 fő (2023. december 31.).

## Népesség
A település népességének változása:
| Lakosok száma | 930  | 1127 | 1110 | 1124 | 1161 | 1168 |
|               | 1975 | 2017 | 2019 | 2021 | 2022 | 2023 |